# 伊藤雪彦
伊藤 雪彦（いとう ゆきひこ、1932年8月17日 - ）は、愛知県豊橋市出身の作曲家・編曲家。日本音楽著作権協会評議員、日本作曲家協会理事。東京都中野区に伊藤雪彦音楽事務所を持つ。

## 略歴
全日本カラオケ王座決定戦の第10回（1999年）から第14回（2003年）まで「伊藤雪彦賞」が設置された。2003年2月に「豊橋ふるさと大使」に任命された。作曲した代表曲には、八代亜紀「おんな港町」（1977年）、「恋歌」（1977年）などがある。2011年と2014年に、日本音楽著作家連合「藤田まさと賞」を受賞した。

## 作品

### あ行
逢川まさき
- 港ブルース（2011年2月2日）
- 上海航路（2011年2月2日）
- ふるさとは天草（2013年6月5日）

青山和子
- 浮舟（1994年4月21日）

秋月ひかり
- 可愛い（2009年5月13日）

朝日奈希
- なみだ連れ舞い（2001年2月7日）
- ゆうかり航路（2011年2月23日）

綾世一美
- 能登の海（1993年5月21日）

石原裕次郎
- 別れの慕情（1976年2月）
- おもかげの女（1985年2月）

石原裕次郎・八代亜紀
- 別れの夜明け（1974年8月10日）
- わかれ川（1980年2月）

市川たかし
- だからさよなら言わないで（2007年11月7日）
- まっ赤な慕情（2009年2月4日）

一文字辰也
- 男 追分三五郎（2005年8月24日）

五木ひろし
- 汽笛（1994年10月5日）

いつきゆうこ
- 隠恋慕（1999年4月23日）

上野さゆり
- みなと小樽（1996年5月22日）
- 恋しき小樽（1998年8月7日）

大川栄策
- 炎の螢（2000年5月20日）
- 風港（2007年10月3日）
- あの日の君を恋うる歌（2010年3月10日）
- はぐれ舟（2010年9月1日）
- 昭和放浪記（2012年2月1日）

大空亜由美
- チコリ岬（2005年2月23日）

大月みやこ
- 大阪ふたりづれ（1982年12月5日）
- 白い海峡（1992年6月3日） - 第34回日本レコード大賞受賞（歌謡曲・演歌部門）
- 名残りの花（1994年6月22日）
- 花しずく（1996年6月21日）
- 月の海峡（2004年3月24日）
- ひとり語りの恋歌（2007年3月28日）
- 女･･･さすらい（2011年4月23日）

岡ゆう子
- 合わせ鏡（1995年11月22日）
- 夢ざくら（1996年11月21日）

小田司朗
- ふたりの港（2006年2月22日）

落合博満・若山かずさ
- 霧の別れ（1998年3月21日）

### か行
角川博
- 倖せ遠まわり（1983年4月5日）

金田たつえ
- ふたりの愛染橋（2005年1月19日）
- 終着駅から（2007年9月19日）

金田まり
- ふたりの絆（2007年6月27日）

叶純子
- おまえさん（1997年6月1日）

上倉保之
- 帰れない（2007年4月25日）

北岡ひろし
- 鶴之丞（2008年10月8日）
- 冬の花（2010年12月8日）

北野純子
- 東海武勇伝（2000年4月21日）

川中美幸
- あなたに命がけ（1977年4月25日）

北原由紀
- 女のまごころ（1986年11月29日）
- おんな川（1994年12月14日）

熊谷ひろみ
- 人生一番まとい（2001年7月25日）

桑野ミユキ
- 会津情話（1996年10月16日）

香西かおり
- 越前恋歌（1994年12月19日）

古都清乃
- 雪雀（1999年4月21日）

小室あすか
- ええやんか（2005年10月26日）

### さ行
沢村晶子
- 城下町大垣（2010年5月26日）

三條れい子
- 下町の小春さん（1994年8月1日）

篠沙代子
- おんなの陸奥（1995年10月1日）

島晃司
- 役者しぐれ（1994年9月2日）

島倉千代子
- 女の夢灯り（1996年12月21日）
- 北どまり（2001年1月1日）

島津悦子
- 恋路浜（1990年4月21日）
- 紙の舟（1991年5月21日）
- 都会街一人酒（1992年3月5日）
- 相愛橋（1993年3月5日）
- 宵待橋（1993年3月5日）
- おもかげ橋（1993年3月5日）
- おんな渡り鳥（2007年5月9日）

下北龍一
- 今度こそ（2011年10月5日）

シンディー・セン
- ジクソーパズル（1999年6月19日）

杉田愛子
- なみだ酒（1990年7月21日）

杉本康子
- 漁火海峡（2001年6月6日）
- 貴方の時代の幕が開く（2005年1月26日）

杉良太郎
- 北の女（1993年12月16日）

鈴野加奈
- 竹の花（2007年11月21日）

### た行
大樹悟郎
- 高校時代（2001年5月19日）

たかだみゆき
- あなたの女（1981年5月1日）

高鳥ちづる
- 花咲く人生（2006年12月6日）

高橋圀山
- 北の故郷（2007年1月11日）

高橋真美
- 裏町ひとり酒（1996年7月22日）

高山秋子
- 十三の恋唄（2004年8月4日）

田川寿美
- ここは港町（2005年2月23日）

多岐川舞子
- あなたの女（1991年3月21日）
- あなたひとりに（1992年9月21日）
- 一夜雨（1993年8月21日）
- 夢織り酒場（1996年3月13日）
- 津軽望郷譜（1997年1月29日）
- 鳴き砂海岸（2006年2月22日）
- 津軽絶唱（2006年10月4日）
- 秋冬カモメ（2007年3月7日）

辰巳彰
- 北銀河（2003年9月25日）

司千恵子
- 雪岬（1994年6月1日）

つかさ学
- 雨の千日前（2010年10月6日）
- 男のララバイ（2010年10月6日）

藤堂輝明
- かあちゃんの春（2003年8月20日）

### な行
永井みゆき
- お別れ終列車（2001年7月25日）
- 雨おんな（2002年2月21日）

長尾和樹
- 負けず嫌い（1998年1月21日）
- 一輪ざし（2001年10月20日）

中川明
- 俺の胸で泣け（1998年4月1日）

長保有紀
- 港わかれ唄（1988年7月21日）
- 大阪無情（1996年4月10日）

なでしこ姉妹（永井裕子&井上由美子）
- 望郷おんな節（2011年11月23日）

奈良崎正明
- 北に流れて～ユッカの花～（2009年2月18日）

新沼謙治
- 北の故郷（1982年7月1日）

西川ひとみ
- 母恋たより（2010年10月6日）

西村亜希子
- さだめ橋（1994年2月23日）
- 人生紙芝居（2005年10月5日）

野中彩央里
- ふたりの港（2003年4月23日）

### は行
幡千恵子
- 抱きしめて（2004年2月25日）

服部浩子
- 旅路の花（1999年3月25日）

華岡美恵
- ときめきの彩（1994年1月21日）

浜博也
- おまえがすべてさ（2000年6月21日）
- おまえに逢いたい（2001年7月25日）
- おまえがいたから（2006年7月26日）

早川晃司
- こころ駅（1997年12月1日）

林あさ美
- だいじな人だから（1998年9月2日）
- 困るのよ（1999年6月21日）

早見靜香
- 北の女房（2006年10月4日）

原沙織
- 一人静（2000年2月23日）

原田淳
- 特急“つがる”（2004年10月27日）

原田悠里
- 母ごよみ（1989年4月7日）
- 信濃路ひとり（1997年1月22日）
- 木曽路の女（1998年7月24日）
- 倉敷川（2012年4月11日）

春田圭子
- 恋泣き港（1996年7月20日）

日向しのぶ
- 女はいつでも恋盛り（2007年7月4日）

福田多真子
- お市劇場（1998年4月1日）

藤あや子
- 夾竹桃（2008年5月21日）
- あや子のお国自慢だよ〜がんばろな東北!!〜（2012年2月8日）

藤美詠子
- 浪花夢花火（1994年8月24日）
- 吉野千本桜（1996年5月22日）

富士美咲
- 霧の花（1993年4月7日）

藤川龍一
- おばあちゃん（2000年11月18日）

藤谷彩矢
- 篝火（2005年9月7日）

藤野とし恵
- 流転舟（2001年4月25日）
- 霧の桟橋（2002年7月24日）

葡萄園玉助
- 人生に乾杯（2005年10月26日）

鳳城朋美
- あさがおの花（2003年9月25日）

星てる美
- 港・縄のれん（2004年6月2日）

星野小百合
- 春告草（2009年12月2日）

細川たかし
- 夜明けの出船（2003年8月20日）

### ま行
真咲よう子
- 淡雪の花（2000年7月26日）
- ふたり道（2001年6月21日）
- 波止場駅（2010年3月3日）
- 越前 雪の宿（2010年12月8日）
- 露草（2010年12月8日）
- 秋桜の宿（2011年9月7日）

増位山太志郎
- そんな女のひとりごと（1977年9月25日）
- だから女は泣くのです（1978年10月25日）

松島アキラ
- 白い慕情（1998年2月1日）

松原のぶえ
- 風みなと（1984年7月1日）

松山恵子
- 紅とんぼ（2003年7月2日）

三笠優子
- 函館青柳町（1990年3月21日）

三代沙也可
- 浮浪鳥（1994年3月5日）
- 港わかれ雪（1996年4月24日）
- おんなの夜曲（1998年3月4日）
- 雨の波止場町（1999年3月26日）
- 赤い風車（2000年7月26日）
- あなたさがして（2001年9月5日）
- 酒がたり（2002年7月24日）
- 倖せもやい酒（2004年1月21日）
- 京しぐれ（2005年1月26日）
- 裏町しぐれ（2006年2月22日）
- 阿波の踊り子（2006年2月22日）
- そして福山（2006年6月7日） - 福山市観光イメージソング
- 哀愁海岸（2006年10月25日）
- おしゃれ小唄（2006年10月25日）
- 港のれん（2007年7月25日）
- 寄ってらっしゃい 飲んでらっしゃい（2007年7月25日）
- 貴船川（2008年5月21日）
- 駅裏酒場（2008年5月21日）
- ふたり船（2008年10月22日）
- いい感じ（2008年10月22日）
- あなたの女（2009年4月8日）
- 泣き上戸（2009年4月8日）
- 桜の川（2010年3月24日）
- 風屋台（2010年3月24日）
- 夢蕾（2011年5月25日）
- 倖せの花（2012年4月25日）

水木昌平
- 雨の十字路（2008年4月2日）

水田かおり
- 哀愁雪港（2003年8月21日）
- くれない海峡（2005年1月26日）

瑞ゆかり
- 北の別れ町（2000年11月22日）

水森かおり
- よりそい花（1996年5月22日）
- 北夜行（1997年1月20日）
- 心う・ら・は・ら（2001年8月22日）

美空ひばり
- 別れの宿/浮き草ふたり（1980年8月1日）
- 剣ひとすじ/花の恋姿（1981年3月5日）

三田ひろし
- ふたりの終着駅（2011年3月2日）

港京持郎
- 海神太鼓（1995年3月1日）

三葉栄香
- これからなんです人生は（2002年11月22日）

三船和子
- 女の日本海（1997年5月21日）
- 愛別離（1999年1月13日）
- おんなのカン!（2002年7月10日）

宮路おさむ
- 舞酔い雪（1993年10月20日）

森若里子
- 恋情話（1990年2月25日）
- 嵯峨野の女（1991年3月25日）
- 迷い川（2010年2月3日）

### や行以降
八島ひろみ
- 夢追い三味線（2002年5月1日）

八代亜紀
- おんな港町（1977年2月5日）
- 恋歌（1977年5月25日）
- これからがある（2001年3月17日）

山岡浩二
- こころの旅路（2009年6月24日）

山川豊
- 放浪ごころ（1982年3月1日）
- はぐれ雲（1984年4月21日）
- 酒は男の子守唄（1996年2月21日）
- 酒場のろくでなし（1997年3月26日）

山田かつし
- 望郷だより（2004年12月8日）

よしかわちなつ
- 蛍伝説（2002年10月23日）
- 流氷伝説（2004年1月21日）
- 天の川伝説（2005年4月27日）
- はまなす伝説（2006年6月7日）
- 海峡雪しぐれ（2011年12月7日）

米倉ますみ
- 夫婦花火（1998年4月22日）
- おんな酒（1999年1月21日）
- 残り火（2000年1月21日）

若山かずさ
- 嵯峨野しぐれて（1999年3月3日）

渡辺博美
- いのちの波止場（1992年9月23日）
- かもめ駅から（1992年12月16日）
- 海峡・風の町（1994年1月21日）
- 海峡列車（2000年1月28日）